# Touch Too Much
Singles de AC/DC
Girls Got Rhythm You Shook Me All Night Long
Pistes de Highway to Hell
Walk All Over You Beating Around the Bush
Touch Too Much est la 4e piste de l'album Highway to Hell, sortie en 1979. Cette chanson est sortie en single en 1980. C'est le dernier single d'AC/DC sorti sous la période Bon Scott. Ce single présentait la particularité d'avoir la face A en 45 tours et sur la face B, 2 titres live en 33 tours.
Une autre version de la chanson est présente sur l'album Volts du coffret Bonfire, réalisé en 1997.
La chanson est présente dans le jeu vidéo Grand Theft Auto IV: The Lost and Damned.
La chanson est présente dans la série Titans, saison 1 épisode 8.
Le chanteur de Guns N' Roses, Axl Rose à déclaré que Touch Too Much était sa chanson préférée.

## Membres
- Angus Young : Guitare solo
- Malcolm Young : Guitare rythmique
- Bon Scott : Chant
- Cliff Williams : Basse
- Phil Rudd : Batterie